# Zierbena
Zierbena en basque ou Ciérvana en espagnol est une commune de Biscaye dans la communauté autonome du Pays basque en Espagne.
Le nom officiel de la ville est Zierbena.

## Géographie

### Quartiers
Les quartiers de Zierbena sont La Cuesta (Aldapa), La Arena, El Puerto (Portua), Valle, Kardeo et San Mamés

### Sources
- (es) Cet article est partiellement ou en totalité issu de l’article de Wikipédia en espagnol intitulé « Ciérvana » (voir la liste des auteurs).